# Carneades reticulata
Carneades reticulata là một loài bọ cánh cứng trong họ Cerambycidae.